# Терминалия двурогая
Терминалия двурогая (лат. Terminalia buceras) — дерево, вид рода Терминалия (Terminalia) семейства Комбретовые (Combretaceae), произрастающий в Мексике, Центральной Америки, странах Карибского бассейна и северной части Южной Америки. Встречается в прибрежных болотах и влажных внутренних лесах на низких высотах.

## Ботаническое описание

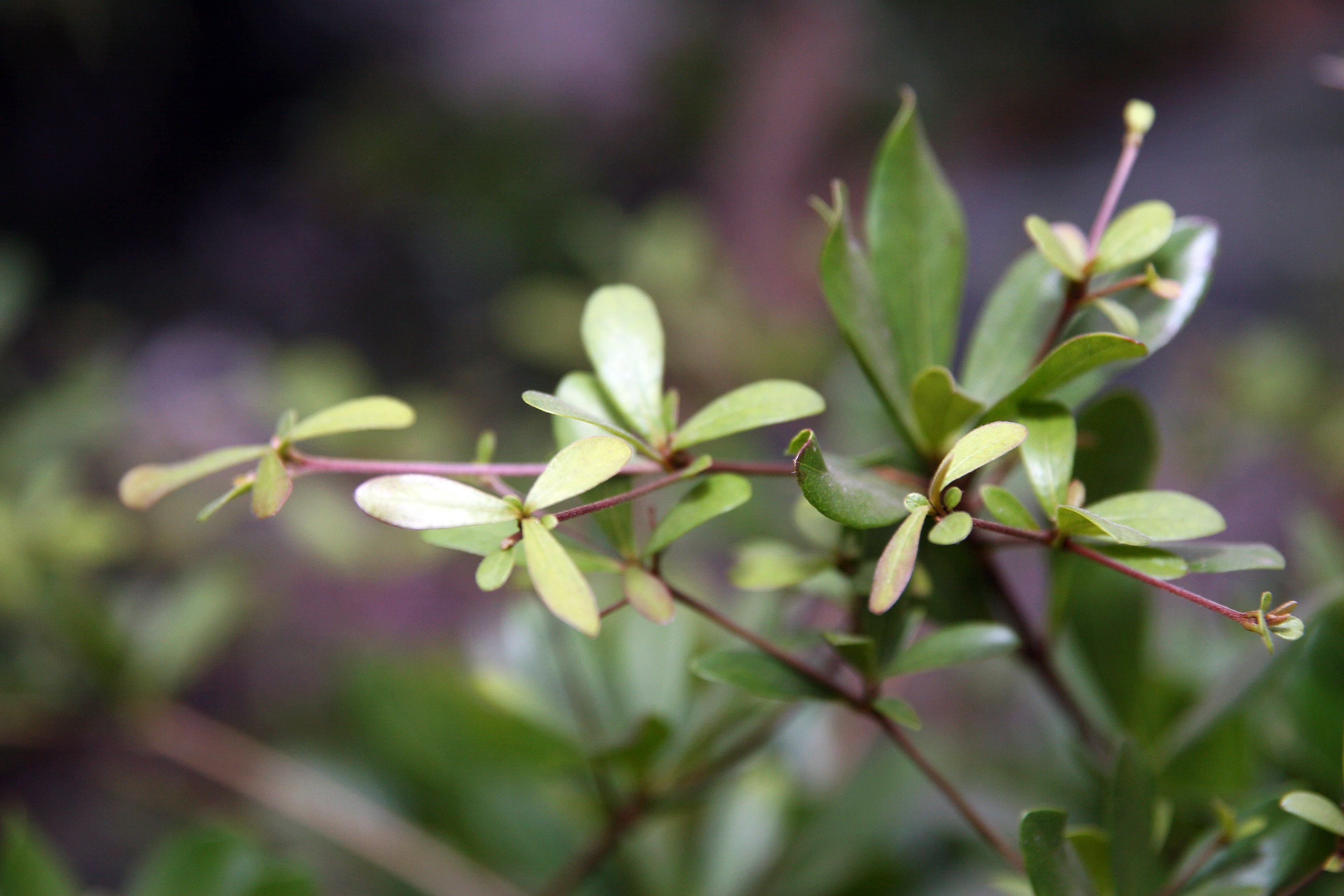
Цветки T. buceras

Terminalia buceras — вечнозелёное дерево высотой от 12 до 15 м с гладким стволом и вертикальными прочными ветроустойчивыми ветвями, образующими пирамидальную крону в молодом возрасте, которая с возрастом развивается в очень плотную, полную, овальную или закруглюнную крона. Иногда вершина кроны с возрастом уплощается, а дерево растёт горизонтально. Крупные тёмно-зелёные, кожистые листья от 5 до 10 см в длину
и сгруппированы на концах ветвей, иногда смешиваясь с шипами от 0,5 до 3,5 см длиной, расположенных вдоль ветвей. Цветки маленькие беловатого, с необычым запахом, собраны в соцветия — колосья длиной 10 см. Очень привлекательны для пчёл. Плоды — маленькие твёрдые семенные коробочки.

Terminalia buceras
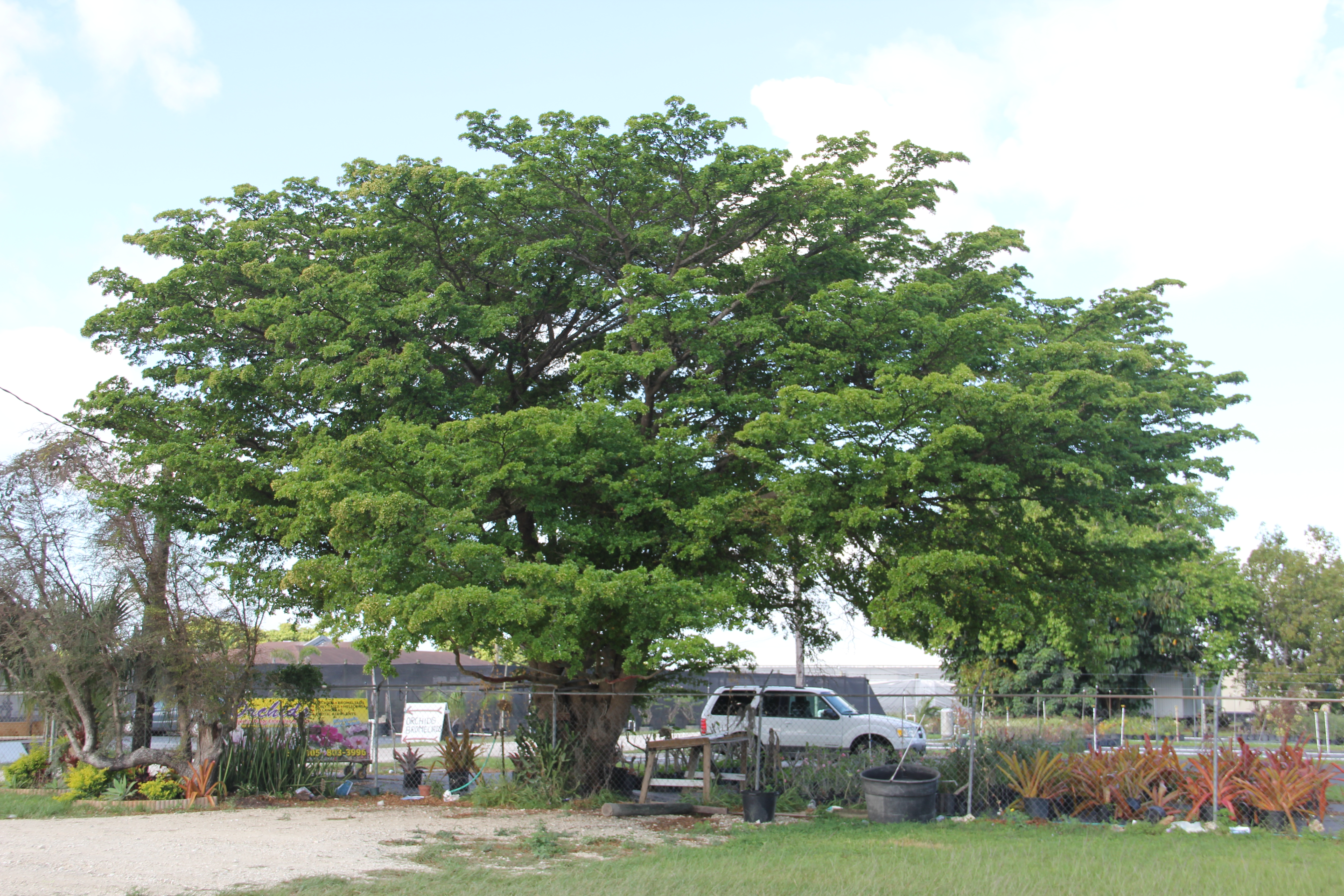
Общий вид
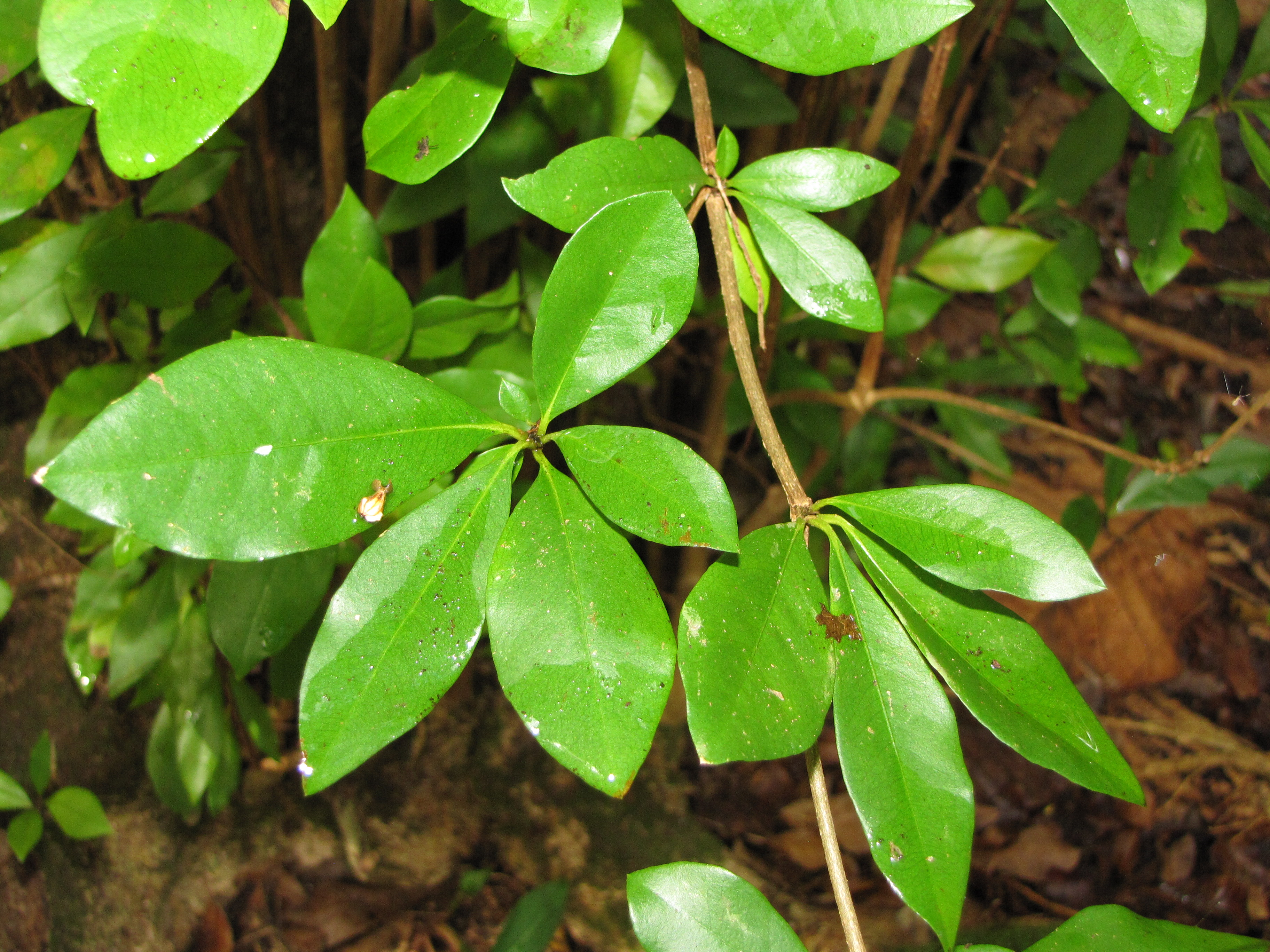
Листья
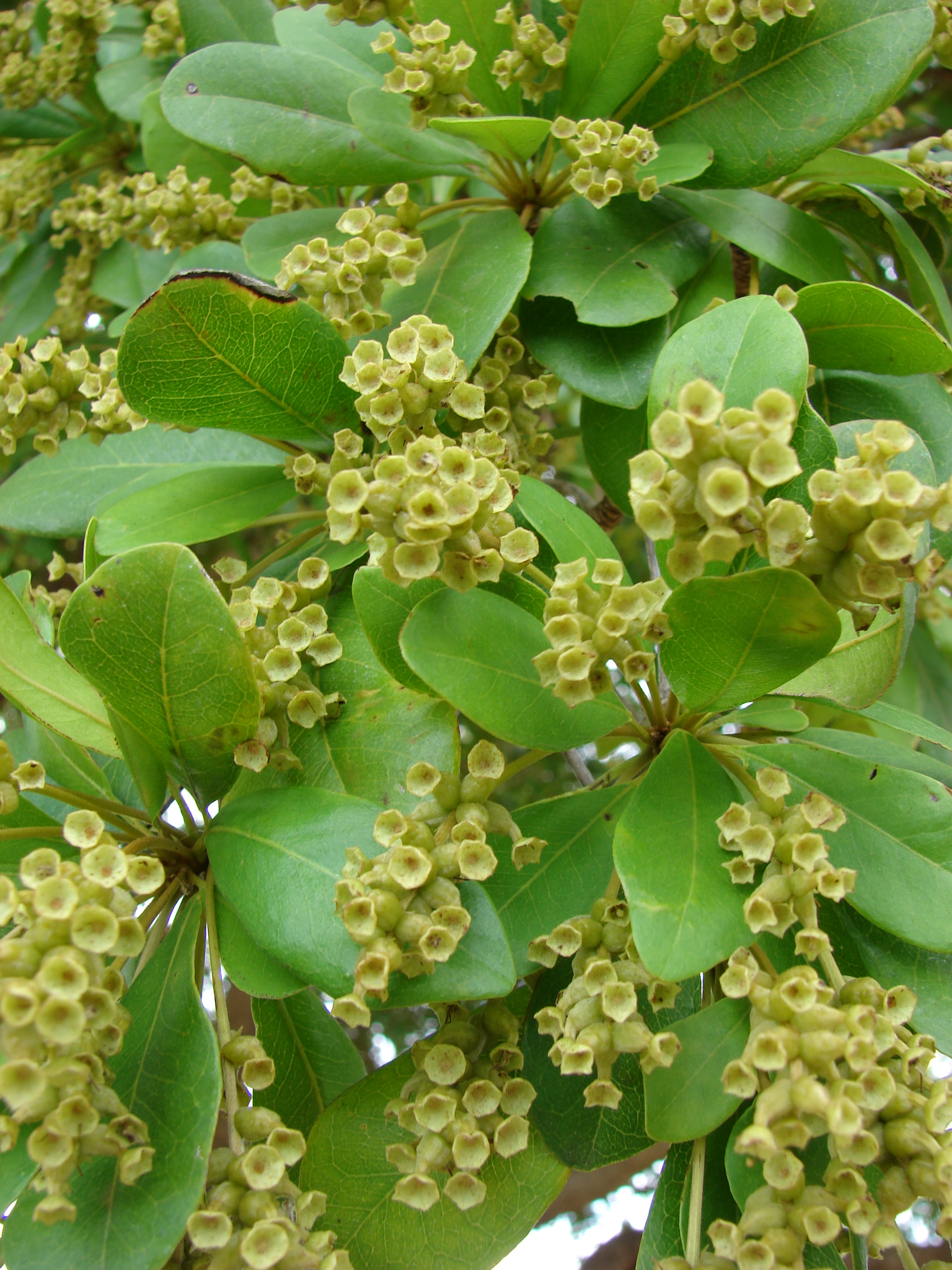
Цветки
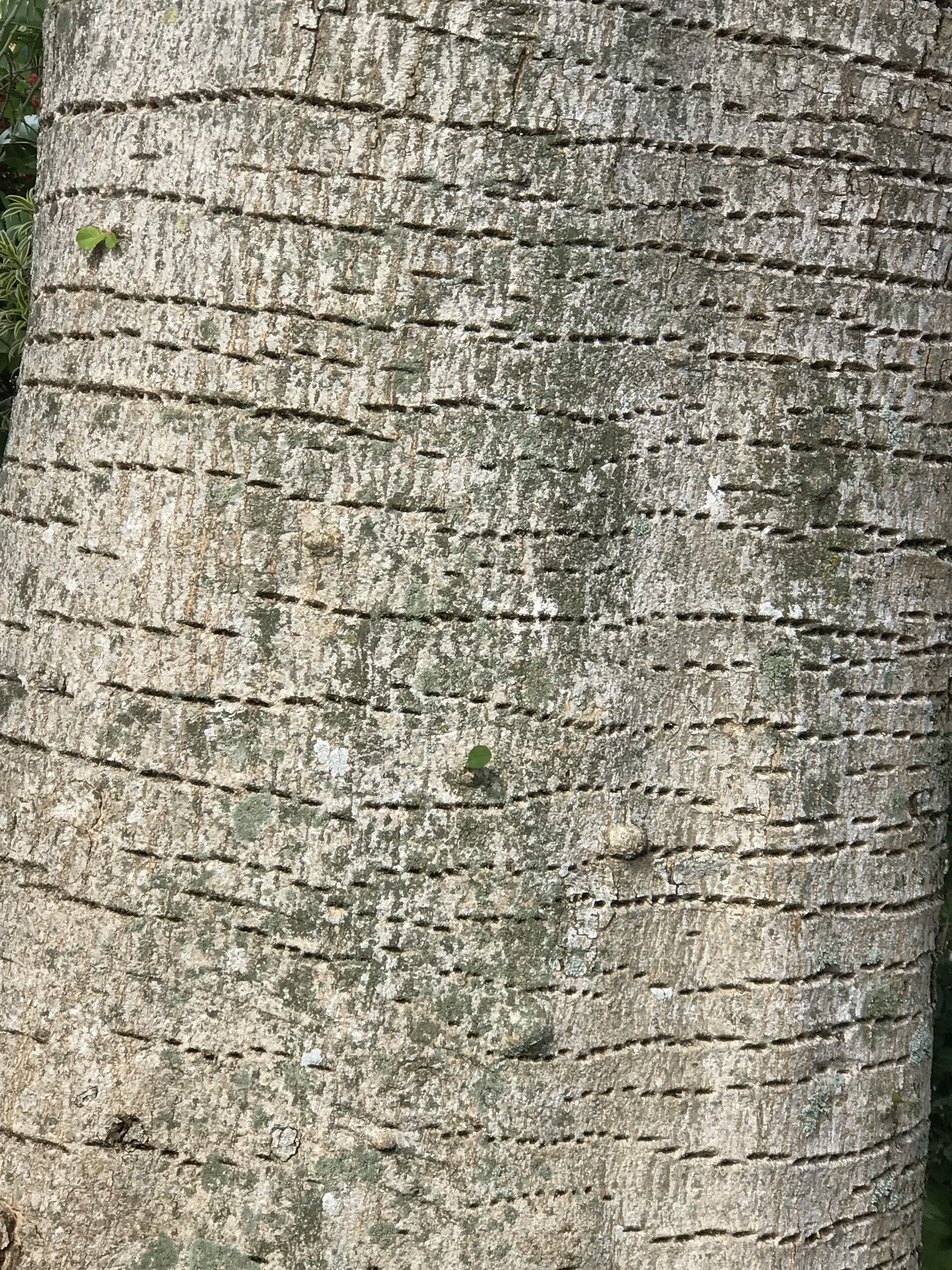
Кора

## Распространение и местообитание
T. buceras произрастает в регионах Южной, Центральной и Северной Америки, от Колумбии до Южной Мексики и Флориды. Страны и регионы, в которых он произрастает: Колумбия; Панама; Коста-Рика; Венесуэльские Антильские острова; Никарагуа; Наветренные острова; Юго-западный Карибский бассейн; Гондурас; Гватемала; Мексика (Юго-Восток, Юго-Запад, Залив, Центр); Подветренные острова; Белиз; Доминиканская Республика; Ямайка; Пуэрто-Рико; Гаити; Куба; Острова Теркс-Кайкос; Багамы; США (Флорида). Считается, что вид был интродуцирован на Тринидаде и Тобаго.

## Культивирование
Для хорошего роста T. buceras предпочитает яркий солнечный свет и богатую, влажную, хорошо дренированную почву. Вид очень устойчив к соли, насекомым, грибам, ветру и загрязнению воздуха. Корни дерева способны поднимать дорожное покрытие и повреждать фундамент домов.

## Использование
Древесина T. buceras чрезвычайно твёрдая и прочная. Обладая высокой устойчивостью к насекомым и грибкам, она иногда используется для изготовления столбов домов или мостовых балок. Кора может использоваться для дубления кожи из-за содержания в ней дубильных веществ. Растение также часто используется в качестве декоративного / тенистого дерева.